# Supermodel (Måneskin)
Supermodel is een single van de Italiaanse rockband Måneskin. Het nummer werd uitgebracht op 13 mei 2022. Het nummer werd geschreven door de bandleden van de groep, in samenwerking met Max Martin, Rami Yacoub en Sivertsen. Het nummer is een poprocknummer met een grunge-intro. De titel en boodschap van het nummer bedachten de leden tijdens hun verblijf in Los Angeles. Het nummer werd voor het eerst live gezongen tijdens de grote finale van het Eurovisiesongfestival 2022 in Turijn. Het nummer behaalde een hoge noteringen in een tiental landen, waaronder een 4de plaats in Vlaanderen. In Italië werd een 11de plaats behaald, met een gouden certificatie. 